# Patuk
Patuk ist ein Distrikt (Kecamatan) im Regierungsbezirk (Kabupaten) Gunungkidul der Sonderregion Yogyakarta im Süden der Insel Java. Der Kecamatan liegt im Nordwesten des Kabupatens und zählte Ende 2021 auf 72,04 km² Fläche 34.932 Einwohner.

## Geographie
Patuk hat folgende Kecamatan als Nachbarn:
| Richtung0000 | Name Kec.  | Kabupaten   | Provinz |
| Norden       | Prambanan  | Sleman      | DIY*    |
| Osten        | Gedangsari | Gunungkidul | DIY*    |
| Süden        | Playen     | Gunungkidul | DIY*    |
| Südwesten    | Dlingo     | Bantul      | DIY*    |
| Westen       | Piyungan   | Bantul      | DIY*    |
| Nordwesten   | Piyungan   | Bantul      | DIY*    |

* D.I.Yogyakarta

## Verwaltungsgliederung
Der Kecamatan (auch Kapanewon genannt) gliedert sich in elf ländliche Dörfer (Desa, auch Kalurahan genannt):
| PUM-Code 1    | Desa          | Fläche (km²) | Bevölkerung zur Volkszählung 2 | Bevölkerung zur Volkszählung 2 | Bevölkerung zur Volkszählung 2 | Bevölkerung zur Volkszählung 2 | Bevölkerung zur Volkszählung 2 | Bevölkerung zur Volkszählung 2 | Padu- kuhan 4 | RW/ RT 5 |
| PUM-Code 1    | Desa          | Fläche (km²) | 002000                         | 002010                         | Männer                         | Frauen                         | 002020                         | Dichte 3                       | Padu- kuhan 4 | RW/ RT 5 |
| ------------- | ------------- | ------------ | ------------------------------ | ------------------------------ | ------------------------------ | ------------------------------ | ------------------------------ | ------------------------------ | ------------- | -------- |
| 34.03.04.2001 | Bunder        | 9,82         | 2.668                          | 2.954                          | 1.708                          | 1.727                          | 3.435                          | 349,8                          | 7             | 7/28     |
| 34.03.04.2002 | Beji          | 4,71         | 2.416                          | 2.452                          | 1.295                          | 1.371                          | 2.666                          | 566,0                          | 6             | 6/30     |
| 34.03.04.2003 | Pengkok       | 4,59         | 2.732                          | 2.759                          | 1.534                          | 1.595                          | 3.129                          | 681,7                          | 6             | 6/29     |
| 34.03.04.2004 | Semoyo        | 5,76         | 2.138                          | 2.432                          | 1.327                          | 1.321                          | 2.648                          | 459,7                          | 5             | 5/24     |
| 34.03.04.2005 | Salam         | 5,21         | 2.596                          | 2.847                          | 1.529                          | 1.616                          | 3.145                          | 603,6                          | 6             | 8/28     |
| 34.03.04.2006 | Patuk         | 2,91         | 2.247                          | 2.525                          | 1.462                          | 1.452                          | 2.914                          | 1.001,4                        | 4             | 4/24     |
| 34.03.04.2007 | Ngoro-Oro     | 7,54         | 3.004                          | 3.274                          | 1.767                          | 1.870                          | 3.637                          | 482,4                          | 9             | 11/40    |
| 34.03.04.2008 | Nglanggeran00 | 7,62         | 2.112                          | 2.310                          | 1.343                          | 1.357                          | 2.700                          | 354,3                          | 5             | 5/23     |
| 34.03.04.2009 | Putat         | 7,17         | 3.323                          | 3.742                          | 2.105                          | 2.122                          | 4.227                          | 589,5                          | 9             | 9/40     |
| 34.03.04.2010 | Nglegi        | 10,81        | 2.605                          | 2.766                          | 1.535                          | 1.571                          | 3.106                          | 287,3                          | 9             | 9/33     |
| 34.03.04.2011 | Terbah        | 5,90         | 2.370                          | 2.275                          | 1.259                          | 1.290                          | 2.549                          | 432,0                          | 6             | 12/24    |
| 34.03.04      | Kec. Patuk    | 72,04        | 28.211                         | 30.336                         | 16.864                         | 17.292                         | 34.156                         | 474,1                          | 72            | 82/323   |

## Demographie
Grobeinteilung der Bevölkerung nach Altersgruppen (zum Zensus 2020)
| Altersgruppen | 00Männer | 00Frauen | zusammen |
| ------------- | -------- | -------- | -------- |
| 0 – 14        | 3.586    | 3.329    | 6.915    |
| 15 – 64       | 11.361   | 11.607   | 22.968   |
| 65+           | 1.917    | 2.356    | 4.273    |
| gesamt        | 16.864   | 17.292   | 34.156   |
| anteilig (%)  |          |          |          |
| 0 – 14        | 21,26    | 19,25    | 20,25    |
| 15 – 64       | 67,37    | 67,12    | 67,24    |
| 65+           | 11,37    | 13,62    | 12,51    |

### Bevölkerungsentwicklung
In den Ergebnissen der sieben Volkszählungen seit 1961 ist folgende Entwicklung ersichtlich:
| Einheit/Jahr     | 1961         | 1971         | 1980         | 1990         | 2000         | 2010         | 2020         |
| ---------------- | ------------ | ------------ | ------------ | ------------ | ------------ | ------------ | ------------ |
| Kec. Patuk       | 24.732       | 25.602       | 27.572       | 27.258       | 28.211       | 30.336       | 34.156       |
| Anteil in %      | 4,33         | 4,14         | 4,18         | 4,19         | 4,21         | 4,49         | 4,57         |
| Kab. Gunungkidul | 571.823      | 619.117      | 659.486      | 651.004      | 670.433      | 675.382      | 747.161      |
| Sonderregion DIY | 00 2.231.062 | 00 2.487.177 | 00 2.750.025 | 00 2.912.611 | 00 3.120.478 | 00 3.457.491 | 00 3.66.8719 |